# Pont du canal de l'Ourcq
Le pont du canal de l'Ourcq est un pont franchissant le canal de l'Ourcq, à Paris. Il permet le passage de la ligne 3b du tramway d'Île-de-France (T3b).

## Situation
Le pont est situé à l'extrême nord-est de Paris, dans le 19e arrondissement, à la limite avec Pantin. Il franchit le canal de l'Ourcq près des Grands Moulins de Pantin. Orienté nord-nord-ouest/sud-sud-est, il relie la rue Ella-Fitzgerald au nord à la rue Delphine-Seyrig au sud.

Pont du canal de l'Ourcq
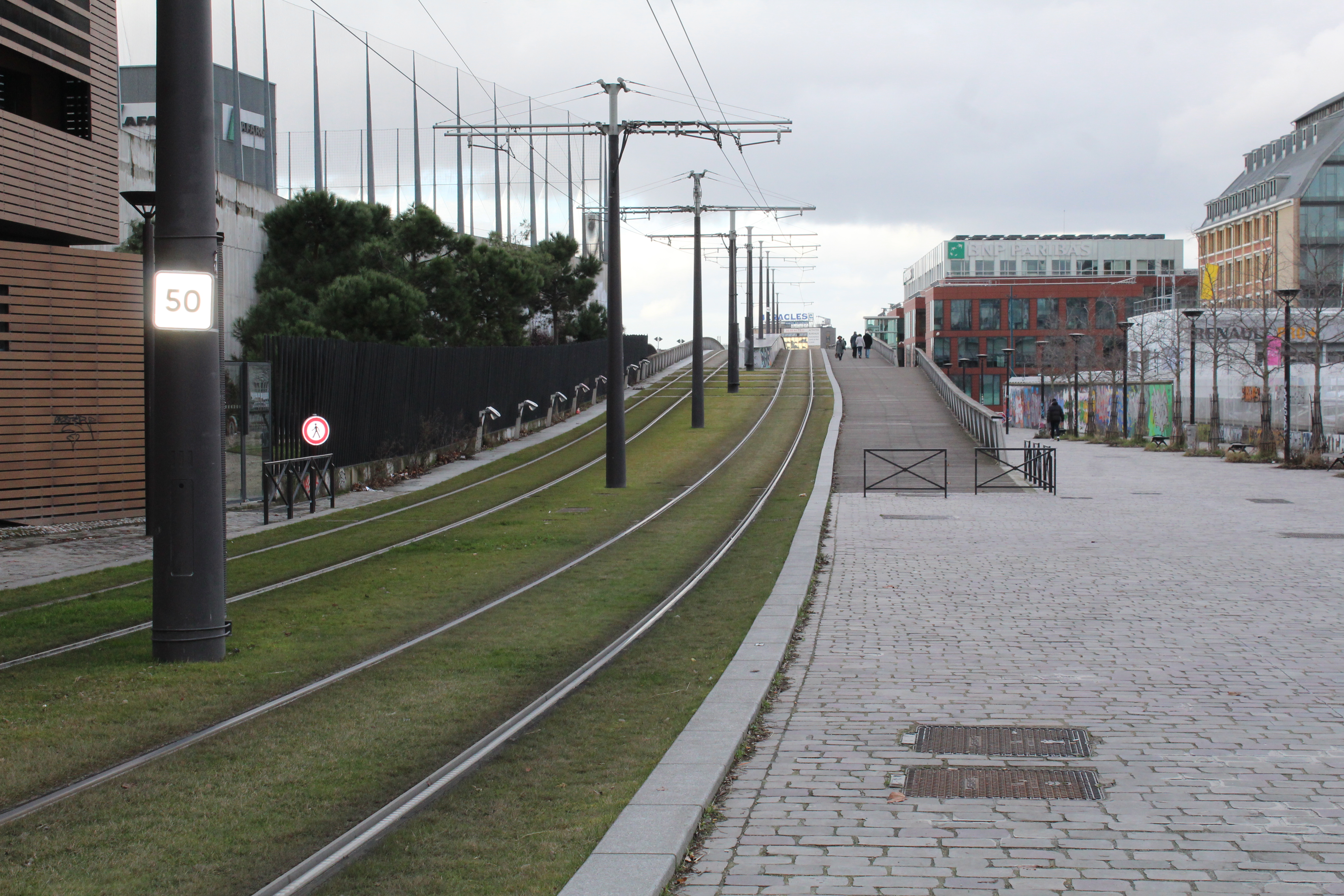
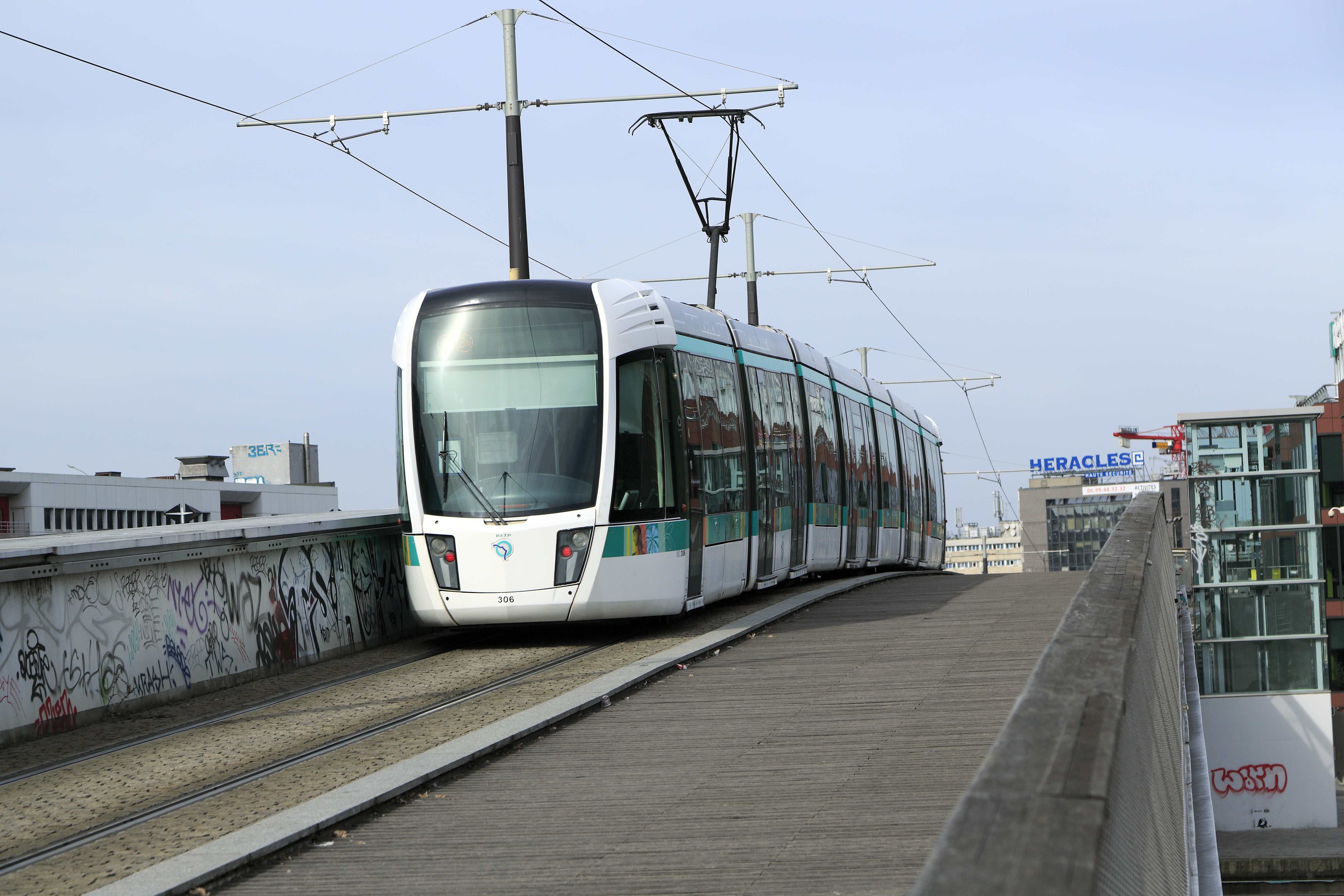
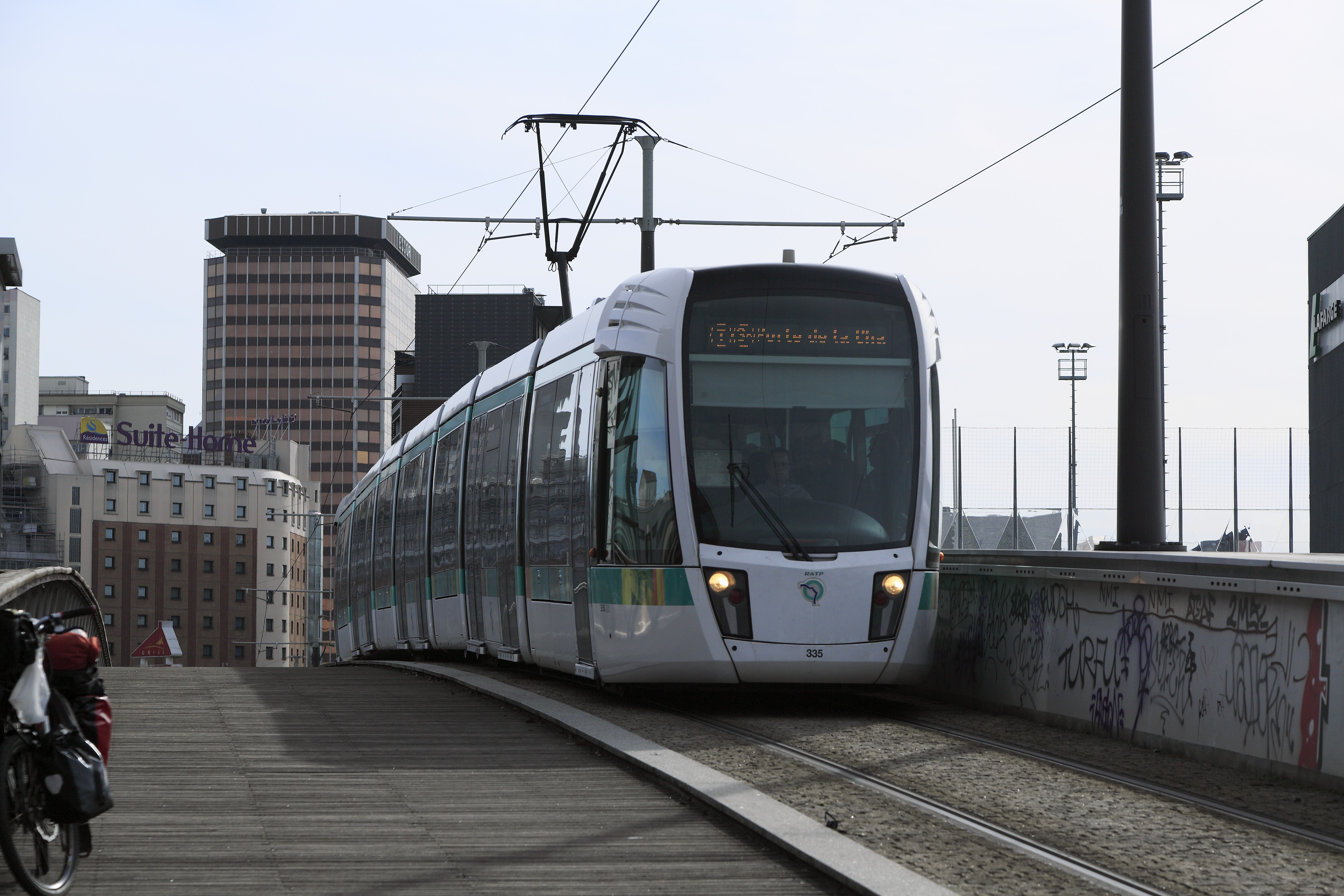

## Historique
Les travaux de construction du pont débutent en février 2010. Le travée centrale du pont est mise en place le 17 mars 2011. Le pont est ouvert aux piétons et aux cyclistes dès l'automne 2011. Le tramway y circule, après des tests pendant l'année 2012, à partir du 15 décembre 2012.

## Caractéristiques
Le pont mesure 121,60 m de long pour 14 m de large. Sa structure est en acier peint en blanc. Interdit à la circulation automobile, il est réservé au tramway, aux cyclistes et aux piétons.